# NGC 7100
NGC 7100 é uma estrela na direção da constelação de Pegasus. O objeto foi descoberto pelo astrônomo Guillaume Bigourdan em 1886, usando um telescópio refrator com abertura de 12 polegadas. 